# Helga Nowotny

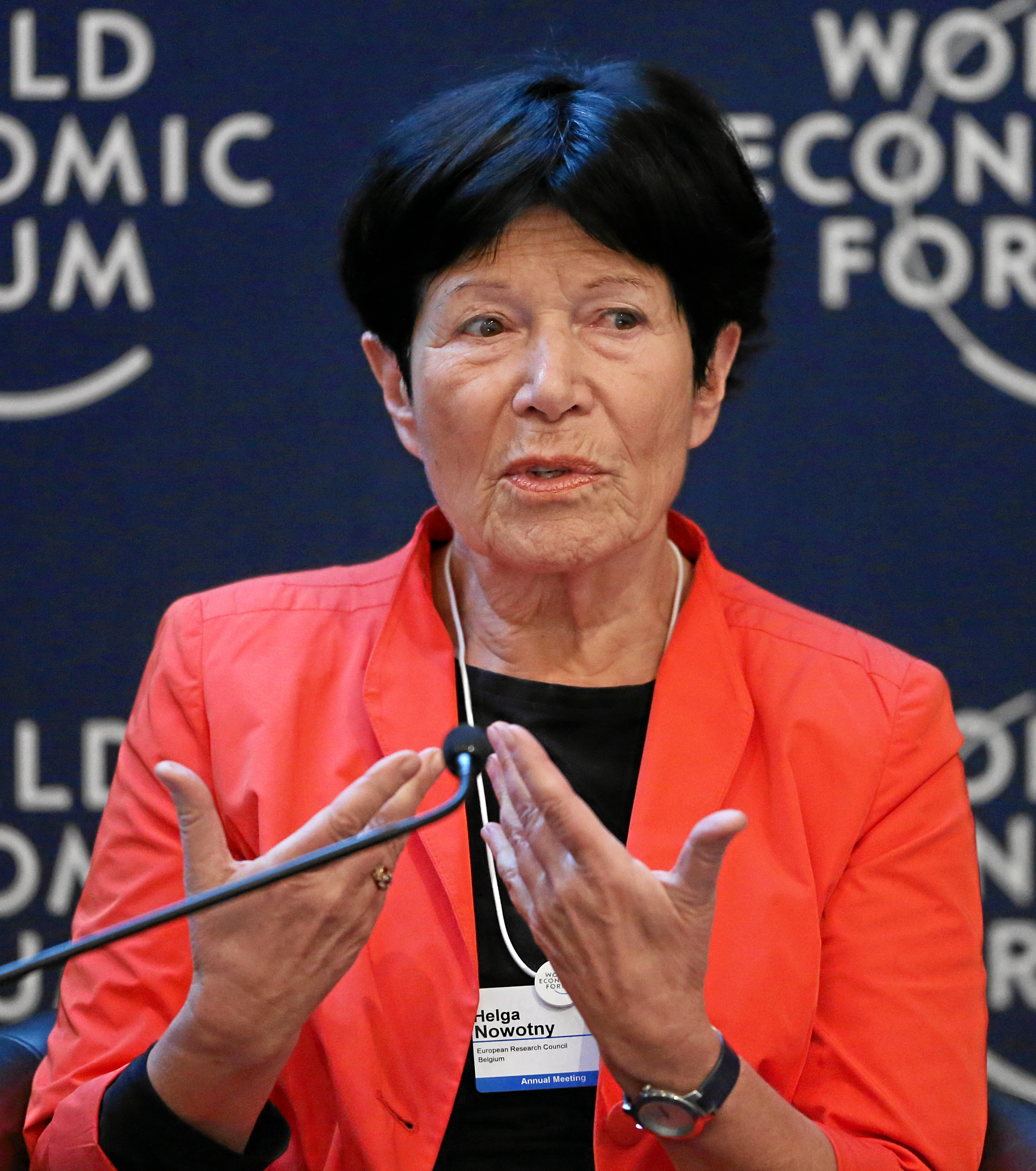
Nowotny in 2013

Helga Nowotny (Wenen, 9 augustus 1937) is een Oostenrijks sociaal wetenschapper, professor emeritus aan de ETH Zürich en president van de Europese onderzoeksraad (ERC).
Als hoogleraar aan het ETH Zürich (sinds 1996) was ze eveneens directeur van het Collegium Helveticum. Eerder had ze les- en onderzoeksopdrachten aan het Collegium Budapest in Hongarije, King’s College, Cambridge, de universiteit van Bielefeld, het Wissenschaftszentrum Berlin für Sozialforschung in Berlijn en de École des hautes études en sciences sociales in Parijs. 
Sinds 1 maart 2010 werd ze, na eerst een tijd als vicepresident gezeteld te hebben, de tweede president van de ERC en voorzitter van het wetenschappelijk comité van de raad, na Fotis Kafatos.
Ze is eveneens voorzitter van de wetenschappelijke adviesraad van de Universiteit van Wenen en lid van de raad van bestuur van het Wissenschaftszentrum in Berlijn. Ze is lid van de Academia Europaea en stichtend lid van Euroscience. In 2002 ontving ze de Arthur Burckhardt-Preis, in 2003 de John Desmond Bernal prijs. In 2012 ontving ze het eredoctoraat aan de KU Leuven.